# Cyclamen hederifolium
Cyclamen hederifolium là một loài thực vật có hoa trong họ Anh thảo. Loài này được Aiton mô tả khoa học đầu tiên năm 1789.

## Hình ảnh

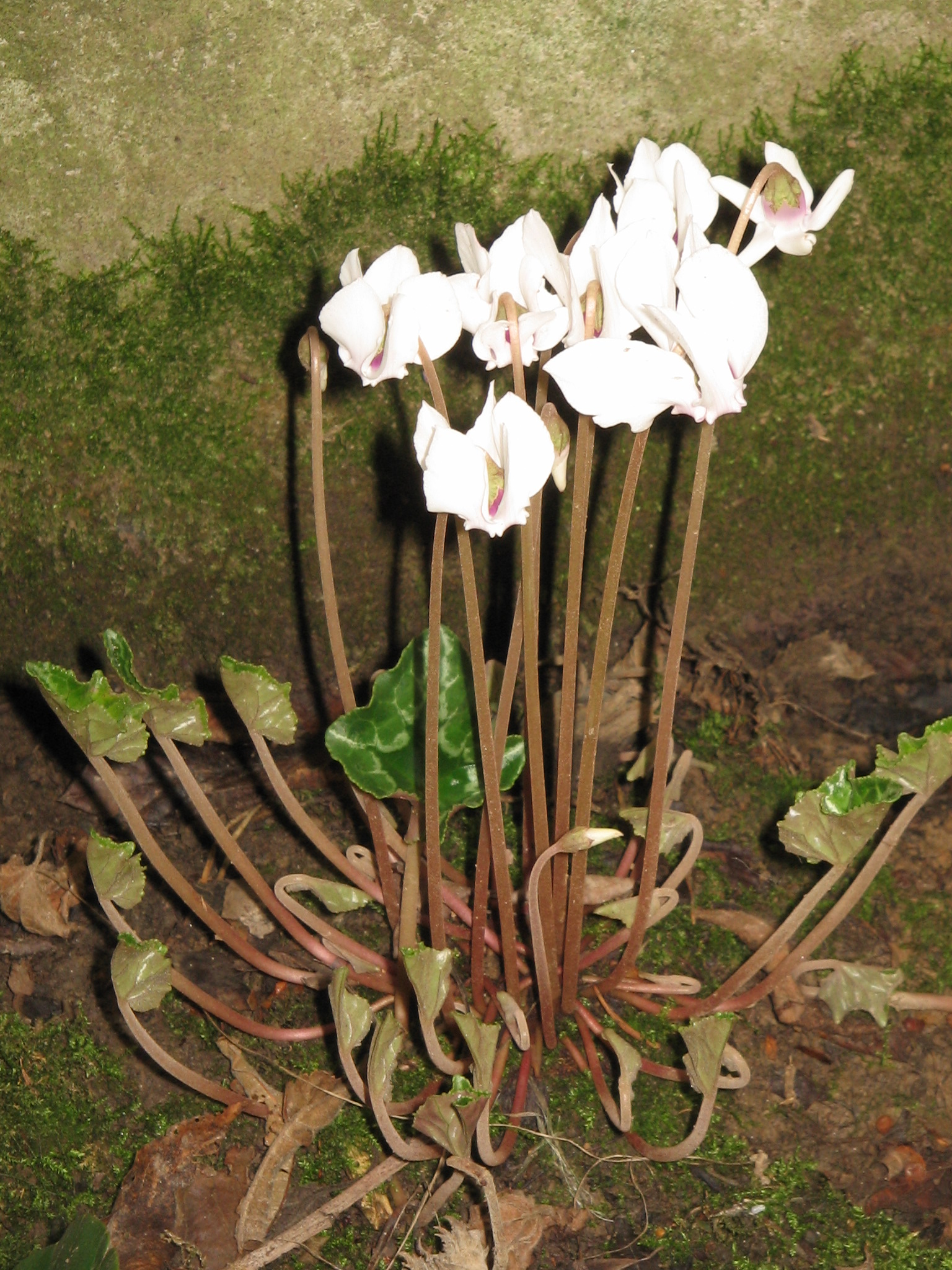
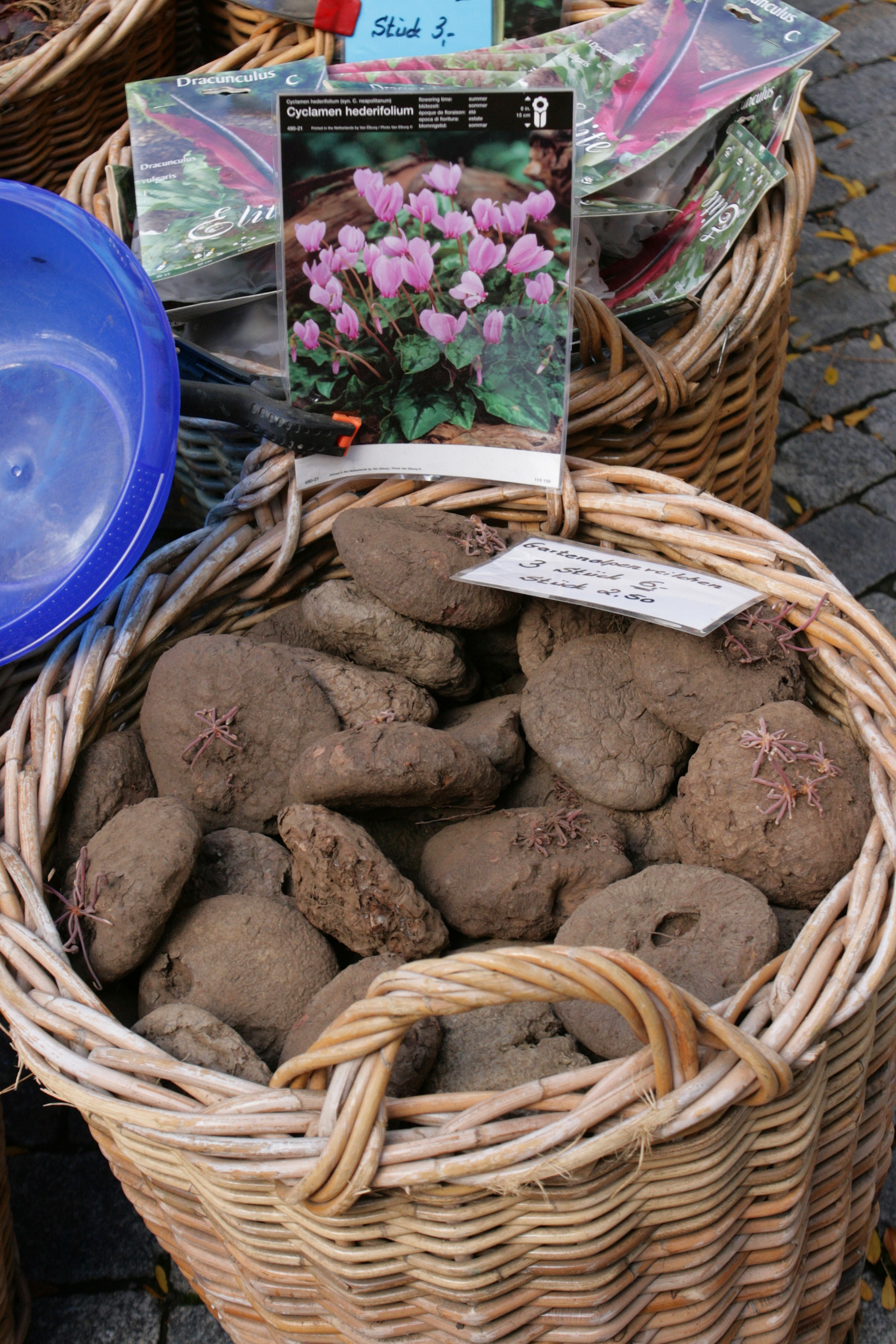
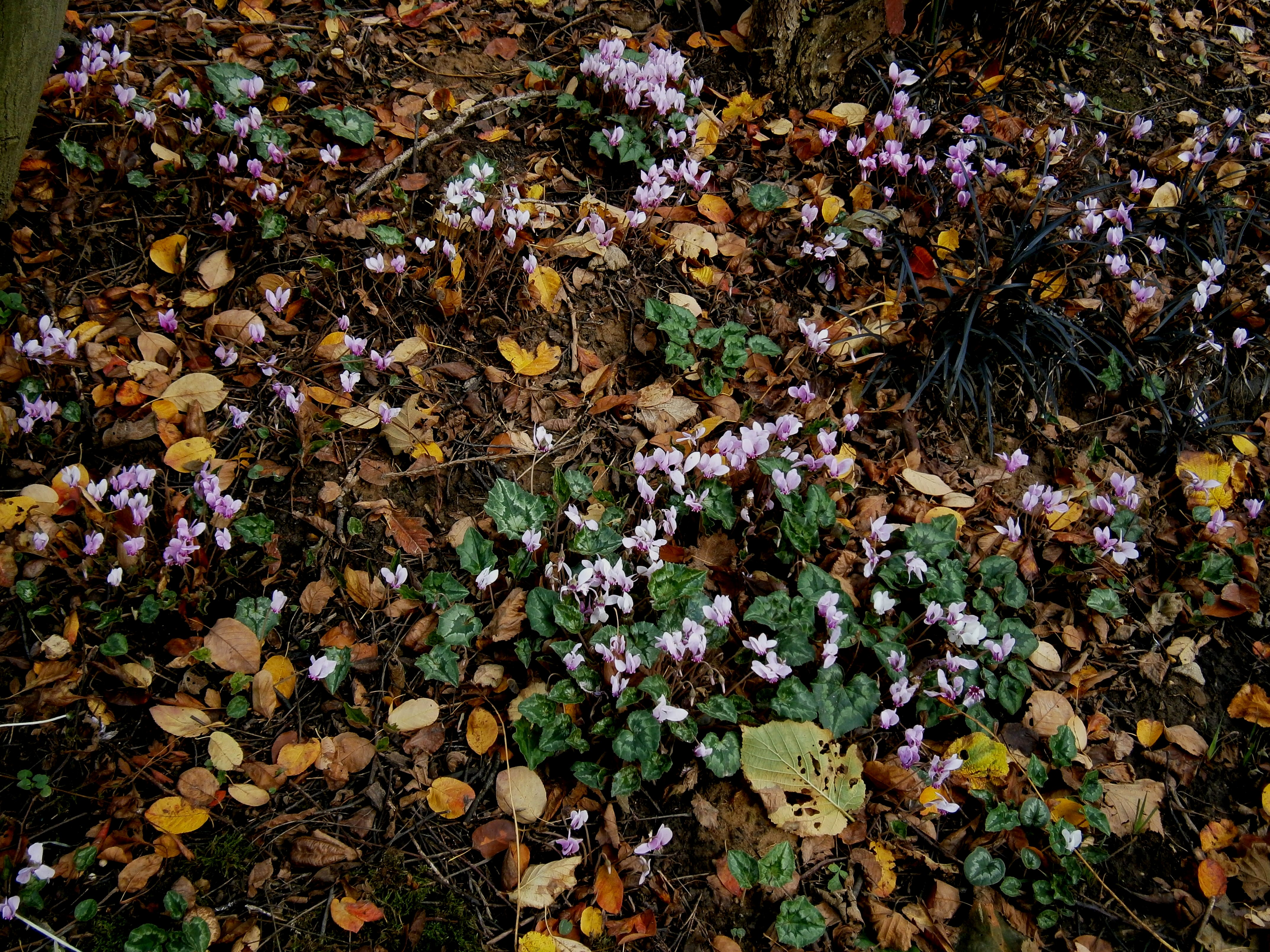
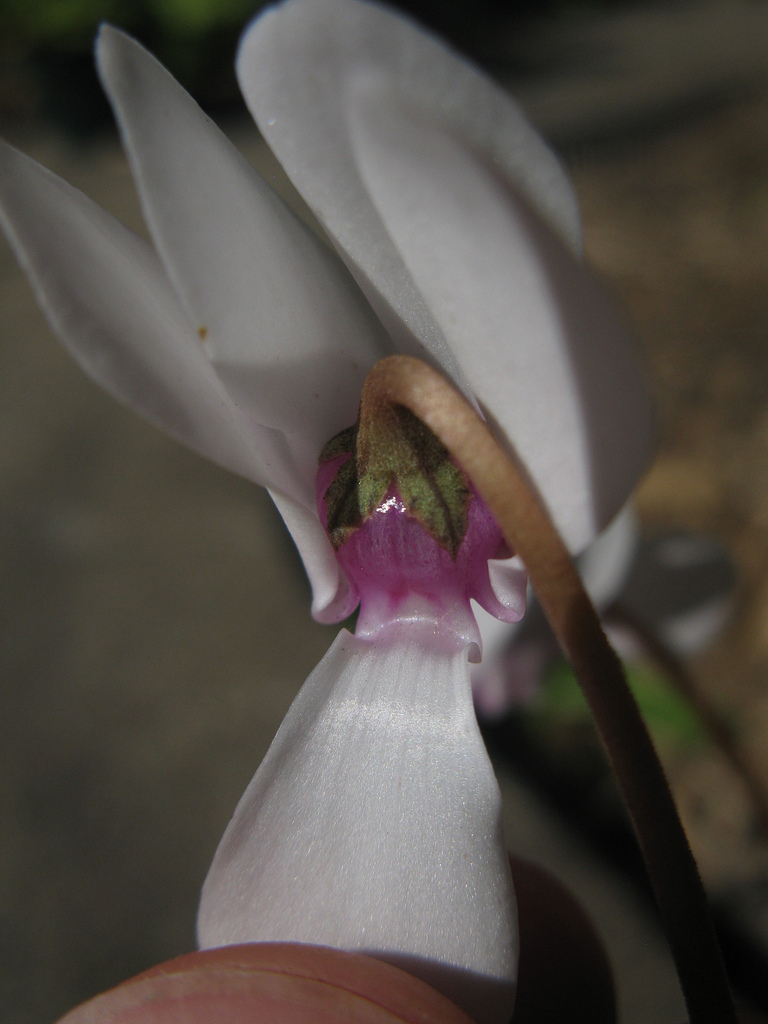